# برايان إكلوند
برايان إكلوند (بالإنجليزية: Brian Eklund)‏ هو لاعب هوكي الجليد أمريكي، ولد في 24 مايو 1980 في برينتري في الولايات المتحدة.

## وصلات خارجية
- برايان إكلوند على موقع دوري الهوكي الوطني (الإنجليزية)
- برايان إكلوند على موقع قاعة مشاهير الهوكي (لاعب أن.إتش.أل) (الإنجليزية)
- برايان إكلوند على موقع EliteProspects.com (الإنجليزية)
- برايان إكلوند على موقع HockeyDB.com (الإنجليزية)